# Váleček český
Váleček český (Cylindromorphus bohemicus) je drobný brouk z čeledi krascovitých. Patří ke kriticky ohroženým druhům na Červeném seznamu ČR. Jeho výskyt je celosvětově doložen pouze na několika lokalitách na Žatecku a u Prahy, v místech, kde zároveň roste kostřava walliská (Festuca valesiaca).
Dosahuje velikosti 2–4 mm na délku a 0,5 mm na šířku. Zbarvení jeho těla může kolísat mezi olivově zelenou až hnědo-zelenou s hedvábným kovovým leskem. Hlava je poměrně velká, krovky s jemnými vtlaky.
Výzkumu života válečka českého, který byl poprvé popsán entomologem Janem Obenbergerem v roce 1933, se věnuje přírodovědec a katolický kněz Marek Vácha. Je přesvědčen, že dříve býval tento brouk v české přírodě mnohem hojnější. Dnes však jeho populace velmi trpí úbytkem spásaných ploch (ke kterému došlo skokově např. po vysídlení Němců z Československa). Život válečka českého podle něj zůstává stále do značné míry neprobádaný.